# Entrada (economia)
Entrada és un terme de l'economia utilitzat per expressar una aportació econòmica o d'un mercat exterior a un sistema o mercat que així queda modificat de manera activa. Anàlogament, una sortida seria el que surt del sistema a un altre mercat. En l'àmbit de la macroeconomia, les entrades i sortides són objecte d'anàlisi estadística de la interacció entre la hisenda del mateix estat i entre diversos estats. En aquest cas es tracta de béns i serveis bescanviats en les operacions de compravenda i importació/exportació.